# Tasco (kommun)
Tasco är en kommun i Colombia.   Den ligger i departementet Boyacá, i den centrala delen av landet, 200 km nordost om huvudstaden Bogotá. Antalet invånare är 6 925.